# كارخانة حكيمي (همت أباد)
کارخانة حکیمي (بالفارسية: کارخانه حکیمی) هي مستوطنة تقع في إيران في قسم همت أباد الريفي. يقدر عدد سكانها بـ 198 نسمة بحسب إحصاء 2016.